# Centre d'études historiques
 (avril 2025).
La mise en forme du texte ne suit pas les recommandations de Wikipédia : il faut le « wikifier ».
Les points d'amélioration suivants sont les cas les plus fréquents. Le détail des points à revoir est peut-être précisé sur la page de discussion.
- Les titres sont pré-formatés par le logiciel. Ils ne sont ni en capitales, ni en gras.
- Le texte ne doit pas être écrit en capitales (les noms de famille non plus), ni en gras, ni en italique, ni en « petit »…
- Le gras n'est utilisé que pour surligner le titre de l'article dans l'introduction, une seule fois.
- L'italique est rarement utilisé : mots en langue étrangère, titres d'œuvres, noms de bateaux, etc.
- Les citations ne sont pas en italique mais en corps de texte normal. Elles sont entourées par des guillemets français : « et ».
- Les listes à puces sont à éviter, des paragraphes rédigés étant largement préférés. Les tableaux sont à réserver à la présentation de données structurées (résultats, etc.).
- Les appels de note de bas de page (petits chiffres en exposant, introduits par l'outil «  Source ») sont à placer entre la fin de phrase et le point final[comme ça].
- Les liens internes (vers d'autres articles de Wikipédia) sont à choisir avec parcimonie. Créez des liens vers des articles approfondissant le sujet. Les termes génériques sans rapport avec le sujet sont à éviter, ainsi que les répétitions de liens vers un même terme.
- Les liens externes sont à placer uniquement dans une section « Liens externes », à la fin de l'article. Ces liens sont à choisir avec parcimonie suivant les règles définies. Si un lien sert de source à l'article, son insertion dans le texte est à faire par les notes de bas de page.
- La présentation des références doit suivre les conventions bibliographiques. Il est recommandé d'utiliser les modèles {{Ouvrage}}, {{Chapitre}}, {{Article}}, {{Lien web}} et/ou {{Bibliographie}}. Le mode d'édition visuel peut mettre en forme automatiquement les références.
- Insérer une infobox (cadre d'informations à droite) n'est pas obligatoire pour parachever la mise en page.

Pour une aide détaillée, merci de consulter Aide:Wikification.
Si vous pensez que ces points ont été résolus, vous pouvez retirer ce bandeau et améliorer la mise en forme d'un autre article.
Le Centre d'études historiques (Centro de Estudios Históricos) est une institution fondée en 1910 en Espagne dans le but de fournir des moyens matériels de recherche et d'aider la formation d'une élite intellectuelle dans le pays.
Né comme un petit atelier, le Centre devint peu à peu une puissante institution où furent élaborées des œuvres de référence comme la série de revues diffusant les travaux de ses membres, notamment la Revista de Filología Española, fondée en 1914, L'Anuario de Historia del Derecho Español (1924), L'Archivo Español de Arte y Arqueología (1925), L'Índice Literario. Archivos de Literatura Contemporánea (1932), Emérita (1933) et Tierra Firme (1935).
Éminent centre de développement de diverses sciences humaines, il s'érigea en une école pratique de hautes études et créa une sorte d'école de pensée et de travail collectif, principalement dans le champ de la philologie. De fait, on associe couramment de nos jours la trajectoire et les travaux du Centre d'études historiques à la création et la consolidation de l'École de philologie espagnole qui naquit en son sein, menée par Ramón Menéndez Pidal.

## Présentation

### Fondation
Entre le 18 mars et le 3 juin 1910, le comte de Romanones, à l'époque ministre de l'Instruction publique et des Beaux-Arts dans un gouvernement libéral présidé par José Canalejas, réorganise tout le schéma du savoir et de l'enseignement espagnols en fondant une série d'institutions qui s'avéreront fondamentales, en suivant les orientations et recommandations des responsables de la Junta para la Ampliación de Estudios. Le Centre d'études historiques, l'École espagnole romaine en archéologie et histoire, l'Institution nationale de sciences physico-naturelles et l'Association de laboratoires ; la Résidence d'étudiants et le tutorat des étudiants sont mis en marche afin que les jeunes universitaires disposent de moyens pour satisfaire leur travail intellectuel ou puissent se rendre à l'étranger pour améliorer leur formation.

### Objectifs
Les objectifs attribués au Centre, d'après le décret fondateur du 18 mars, étaient au nombre de Cinq, et visaient tout à renouveler la connaissance de la culture espagnole :
1. Faire des recherches à partir des sources primaires, en préparant la publication d'éditions critiques de documents inédits ou partiellement inédits (chroniques, œuvres littéraires, cartulaires etc.), glossaires, monographies, œuvres philosophiques, artistiques ou archéologiques ;
2. Organiser des missions scientifiques, des excavations et des explorations visant l'étude de monuments, de documents, de dialectes, du folklore, d'institutions sociales, en général, lorsqu'ils s'avèrent être des sources potentielles de connaissance historique ;
3. Lancer une nouvelle méthode de recherche impliquant un petit nombre d'étudiants, de manière qu'ils prennent activement part aux tâches prévues, parfois au cours de sessions de travail spéciales en laboratoire ;
4. Inciter et aider les membres à faire des études historiques, en Espagne comme à l'étranger, recueillir ces initiatives et préparer la tâche de ceux qui souhaiteraient poursuivre leurs recherches à leur retour ;
5. Constituer un fond d'ouvrages de références pour les études historiques et établir des relations et des échanges avec des centres scientifiques analogues à l'étranger.

### Sections
À sa naissance, le Centre fut divisé en six sections ; entre 1914 et 1916 on atteignit le chiffre maximal de dix, pour retomber à cinq en 1919. Hormis quelques changements mineurs, celles qui se consolidèrent au cours de cette dernière année resteront les mêmes jusqu'à la guerre civile espagnole.

#### Origines de la langue espagnole
Sous la direction de Ramón Menéndez Pidal, la section commença son travail en 1910 et la maintint après 1919, bien qu'après un changement de nom pour Section de Philologie en 1916. Ce fut sans aucun doute la section qui eut le plus grand nombre de collaborateurs et celle qui se révéla être la plus fondamentale. Dans cette section, Menéndez Pidal regroupa autour de lui un ensemble d'élèves et de disciples qui constituèrent une authentique école philologique. On retrouve bon nombre de ses collaborateurs dans les différentes écoles intellectuelles connues dans la culture espagnol sous les appellations de génération de 98, de 1927, de 1936 ou de 1914. Parmi ses principaux travaux l'on doit citer différentes excursions, la constitution d'une base de documents linguistiques du XIe siècle au XVe siècle, l'élaboration à partir de 1915 et sous la direction d'Américo Castro d'un glossaire de mots contenus dans ses documents, le développement d'un laboratoire de phonétique expérimentale (dont la création fut pratiquement parallèle à celle de la section), dans lequel Tomás Navarro Tomás mena à bien plusieurs recherches. Il y eut également des études d'histoire littéraire, de théâtre ancien espagnol, de textes littéraires du Moyen Âge et à partir de 1914 des éditions de textes hispano-latins. Cependant, les activités se poursuivirent avec des travaux sur le folklore à partir de 1915-1916, dont bon nombre étaient liés à l'étude et à la sauvegarde du romancero, à l'élaboration de cartes géographico-historiques de l'Espagne médiévale (à partir de 1914) à une "Bibliographie générale de la langue et de la littérature espagnole" (Bibliografía general de la Lengua y Literatura españolas, à partir de janvier 1915). La section lança également en janvier 1915 une série de brèves séances d'enseignement trimestriels sur la "Langue et littérature espagnole pour étrangers", avec la collaboration de Solalinde, Castro, Alfonso Reyes, Navarro Tomás, y Federico de Onís.
Mais sans doute l'initiative la plus remarquée fut la "Revue de Philologie Espagnole" (Revista de Filología Española), avec une publication trimestrielle à partir de 1914, dirigée par Menéndez Pidal et avec les collaborations remarquables de Castro, Onís, Solalinde, Reyes, Navarro Tomás et Gómez Ocerin. D'autres sections du Centre  participèrent également, comme celle Ribera et Asín, ainsi que des écrivains, tant espagnols qu'étrangers, qui n'appartenaient pas au C.E.H. Les échanges furent nombreux avec d'autres publications (revues ou études monographiques) espagnoles et étrangères. Toutes ces activités expliquent que la section de Menéndez Pidal acquît dès son commencement un rythme de développement qui lui permit d'exister jusqu'aux dernières années du Centre, et qu'elle devînt la plus importante de toutes celles qui furent créées tout au long de l'histoire du Centre.

#### Institutions politiques de León et Castile
Sous la direction permanente d'Eduardo de Hinojosa, cette section fut créée en 1910, bien qu'en 1914 elle changea de nom pour Institutions sociales et politiques du Moyen Âge. Parmi les étudiants ayant participé à cette section, on peut citer José María Vargas ou Claudio Sánchez-Albornoz. Néanmoins à partir de 1914 le seul collaborateur de Hinojosa dans cette section fut Galo Sánchez. Ils s'occupaient essentiellement de rassembler et d'interpréter les fors et les chroniques latines médiévales.

#### Archéologie et art médiéval espagnols
Sous la direction de Manuel Gómez-Moreno, la section est créée en 1910 et poursuit son existence après 1919. Les collaborateurs furent très nombreux : José Moreno Villa, Ramón Gil Miquel, Antonio Prieto Vives, Juan Cabré Aguiló, Mario González Pons, Eladio Oviedo, Francisco Antón, José R. Mélida, Pedro M. de Artiñano, Casto María del Rivero, Emilio Antón, Leopoldo Torres Balbás, Juan Chacón, Francisco Macho et Emilio Camps. Les activités consistaient essentiellement en des cours sur l'art médiéval et la préparation de monographies illustrées d'églises médiévales (en particulier mozarabes) et d'autres vestiges. Des travaux sur les codex pré-romains et la décoration géométrique dans l'art musulman, ainsi que des recherches sur l'archéologie musulmane et les origines de la Renaissance en Castille.

#### Méthodologie historique
Sous la direction de Rafael Altamira, cette section resta ouverte entre 1910 en 1918 et fonctionna à la manière d'un séminaire. Parmi les principaux collaborateurs d'Altamira durant ces années on peut citer Magdalena S. de Fuentes, Concepción Alfaya, Germán Lenzano, José Deleito y Piñuela, Rafael Gras, Eugenio López Aydillo, Lorenzo Luzuriaga, Enrique Pacheco, José María Ots et Joaquín Freyre. Les principales activités consistèrent en des travaux communs entre élèves et directeur de recherche, méthodologie et bibliographie en histoire contemporaine, recherche de documents et d'archives, ainsi que l'étude de questions relatives à l'enseignement de l'histoire.

#### Sources pour l'histoire de la philosophie arabe espagnole
Sous la direction de Miguel Asín Palacios, cette section fonctionna entre 1910 et juin 1916, avec la collaboration de Pedro Longás Bartibás, Maximiliano A. Alarcón et Cándido González Palencia. Parmi ses activités on peut citer la recherche sur les origines de la pensée extrareligieuse et hétérodoxe de l'Islam espagnol, ainsi que l'étude réalisée de la biographie, bibliographie et du système philosophico-théologique de Abenházam.

#### Institutions sociales de l'Espagne musulmane
Sous la direction de Julián Ribera, la section commença son travail en 1910 pour y mettre fin en 1916, avec la collaboration de Cándido González Palencia, José A. Sánchez Pérez, Pedro Longás, Ignacio González Llubera, Carlos Quirós, Ramón García de Linares et Fernando Montilla y Ruiz. Les principales activités développées furent l'étude d'institutions économico-sociales de l'Espagne musulmane et des travaux de recherche effectués au Maroc à partir de 1914.

#### Les problèmes du droit civil dans les principaux pays duXIXesiècle
Sous la direction de Felipe Clemente de Diego, la section commença ses travaux le 1er décembre 1911 et prolongea son activité au-delà de 1919, en comptant durant ces années avec la participation de Francisco Rivera Pastor, Francisco Candil y Calvo, Enrique R. Ramos, Demófilo de Buen, Leopoldo García Alas  et Ramón R. Casariego. Il s'agity d'une section très active qui travailla sur les Codes Civils d'Espagne et d'autres pays européens, sur la lecture et le commentaire de différentes œuvres juridiques, sur des cas pratiques de droit et de sentences de tribunaux, sur le concept de publicité et le droit de retrait dans les relations juridiques, autour de la condition juridique de la femme et, finalement, sur la formation de notes pour une Bibliographie du Droit Civil, particulièrement en espagnol.

#### Art sculptural et pictural en Espagne du Moyen Âge et de la Renaissance
Sous la direction d'Elías Tormo, ses activités commencèrent le 15 janvier 1913 et se prolongèrent après 1919, avec la collaboration de Francisco San Román, le père Sanchís Sivera, Francisco Javier Sánchez Cantón, Ricardo de Orueta, Juan Allendesalazar, Manuel Pérez, Jesús Domínguez Bordona et Manuel Herrera Ges. Parmi les apports de cette section on peut citer les travaux pour une exposition à Londres (1914) sur l'art espagnol, une collection de photographies de monuments artistiques espagnols, des études sur la sculpture sépulcrale antérieure au XIXe siècle et un "index général des noms des artistes et artisans espagnols notoires" (índice general de los nombres de los artistas y artífices españoles de biografía o personalidad conocida).

#### Études sur la philosophie contemporaine
Sous la direction de José Ortega y Gasset, la section commença ses activités en 1913 et les prolongea jusqu'en juin 1916, lorsqu'Ortega l'abandonna pour entreprendre un voyage en Argentine. Parmi ses collaborateurs on peut citer Ángel Sánchez Rivero, Joaquín Álvarez et María de Maeztu. Cette section eut une activité relativement limitée par rapport aux précédentes. De ces travaux le plus remarquable est une recherche sur l'état actuel des études philosophiques. À partir de 1916, Ortega donna un cours public sur le "Système de la Psychologie".

### Études sémitiques
Sous la direction d'Abraham S. Yahuda, cette section fut inaugurée en avril 1914 et fermée en 1917. Parmi ses collaborateurs on peut citer Ramón Bermejo y Mesa, Julio Brouta, José Ibarlucea et Ignacio González Llubera. Ses activités furent peu nombreuses, bien qu'elle fût toutefois remarquable dans la traduction et l'édition d'inscriptions et de documents hébraïques et arabes, ainsi que dans l'élaboration d'un "Dictionnaire rabinico-espagnol" (Diccionario rabínico-español).